# Congratulations (canção)
"Congratulations" é uma canção do cantor e rapper estadunidense Post Malone, gravada pra seu álbum de estreia Stoney (2016). Conta com participação do rapper estadunidense Quavo. Originalmente lançada como single promocional do álbum em 4 de novembro de 2016 através da Republic Records, a faixa foi enviada para rádios rhythmic estadunidenses em 31 de janeiro de 2017, servindo como o quinto single do álbum.
A faixa alcançou o oitavo lugar na Billboard Hot 100, tornando-se seu single com a maior posição na parada na época, superando a posição quatorze de seu single de estreia, "White Iverson". A canção recebeu certificado de Diamante nos Estados Unidos pela Recording Industry Association of America (RIAA) e seu videoclipe recebeu até agora mais de 1,2 bilhão de visualizações no YouTube em todo o mundo.

## Videoclipe
O videoclipe da canção foi lançado em 23 de janeiro de 2017, na conta da Vevo de Malone no YouTube. O videoclipe foi dirigido por James DeFina. Apresenta aparições de Murda Beatz, Metro Boomin, Frank Dukes, e outros membros do Migos.

## Posições nas tabelas musicais

### Tabelas semanais
| Tabela musical (2017)                             | Melhor posição |
| ------------------------------------------------- | -------------- |
| Alemanha (GfK Entertainment Charts)               | 88             |
| Austrália (ARIA)                                  | 30             |
| Áustria (Ö3 Austria Top 75)                       | 68             |
| Bélgica (Ultratip da Valônia)                     | 28             |
| Bélgica (Ultratop 40 de Flandres)                 | 34             |
| Canadá (Canadian Hot 100)                         | 14             |
| Chéquia (Singles Digitál Top 100)                 | 48             |
| Dinamarca (Hitlisten)                             | 39             |
| Escócia (Official Charts Company)                 | 75             |
| Eslováquia (Singles Digitál Top 100)              | 54             |
| Estados Unidos (Billboard Dance/Mix Show Airplay) | 10             |
| Estados Unidos (Billboard Hot 100)                | 8              |
| Estados Unidos (Billboard Mainstream Top 40)      | 23             |
| Estados Unidos (Billboard R&B/Hip-Hop Songs)      | 5              |
| Estados Unidos (Billboard Rhythmic)               | 5              |
| Filipinas (Philippine Hot 100)                    | 19             |
| França (SNEP)                                     | 110            |
| Irlanda (IRMA)                                    | 35             |
| Nova Zelândia (RMNZ)                              | 21             |
| Países Baixos (Mega Single Top 100)               | 80             |
| Portugal (AFP)                                    | 13             |
| Reino Unido (UK R&B Chart)                        | 17             |
| Reino Unido (UK Singles Chart)                    | 26             |
| Suécia (Sverigetopplistan)                        | 34             |
| Suíça (Schweizer Hitparade)                       | 77             |